# الكبير (أسماء الله الحسنى)
الكبير أحد أسماء الله الحسنى التسعة والتسعين، وقد ذكر هذا الاسم في القرآن، ويشير القرآن: {عالم الغيب والشهادة الكبير المتعال} [الرعد: 9] وقال: {وأن الله هو العلي الكبير} [لقمان: 30] وقال: {ولا تنفع الشفاعة عنده إلا لمن أذن له حتى إذا فزع عن قلوبهم قالوا ماذا قال ربكم قالوا الحقَّ وهو العليُ الكبيرُ} [سبأ: 23]. ومعناه: العظيم الشأن، الذي يصغر كل شيء أمام عظمته وكبريائه، وأنه تعالى المستحق لصفات الكمال. الكبير في عظمته عن مشاهدة الحواس وإدراك العقول، لا ينازعه في كبريائه أحد، ولا تهتدي العقول لوصف عظمته. الله أكبر من الموجودات، وأعلى وأعظم وأعز من كل شيء، وهو أكبر من أن يقاس به شيء سبحانه وتعالى.
جاء في الأثر أنه (لا يكبر عليكم شيء ما دامت كلمتكم: الله أكبر). وفي صحيح مسلم عن ابن عمر قال بينما نحن نصلي مع رسول الله صلى الله عليه وسلم إذ قال رجل من القوم الله أكبر كبيرا والحمد لله كثيرا وسبحان الله بكرة وأصيلا فقال رسول الله صلى الله عليه وسلم من القائل كلمة كذا وكذا قال رجل من القوم أنا يا رسول الله قال عجبت لها فتحت لها أبواب السماء قال ابن عمر فما تركتهن منذ سمعت رسول الله صلى الله عليه وسلم يقول ذلك.
قال الشعراوي في تفسيره (سورة الرعد: آية 15):
والكبير اسم من أسماء الله الحسنى؛ وهناك مَنْ تساءل: ولماذا لا يوجد «الأكبر» ضمن أسماء الله الحسنى؛ ويوجد فقط قولنا «الله أكبر» في شعائر الصلاة؟
وأقول: لأن مقابل الكبير الصغير، وكل شيء بالنسبة لمُوجِده هو صغير. ونحن نقول في أذان الصلاة «الله أكبر»؛ لأنه يُخرِجك من عملك الذي أوكله إليك، وهو عمارة الكون؛ لتستعين به خلال عبادتك له وتطبيق منهجه، فيمدُّك بالقوة التي تمارس بها إنتاج ما تحتاجه في حياتك من مأكل، ومَلْبس، وسَتْر عورة. إذن: فكلُّ الأعمال مطلوبة حتى لإقامة العبادة، فإياك أن تقول: إن الله كبير والباقي صغير، لأن الباقي فيه من الأمور ما هو كبير من منظور أنها نِعَم من المُنعِم الأكبر؛ ولكن الله أكبرُ مِنَّا؛ ونقولها حين يُطلَبُ مِنَّا أن نخرج من أعمالنا لنستعين بعبادته سبحانه. ونعلم أن العمل مطلوب لعمارة الكون، ومطلوب حتى لإقامة العبادة، ولن توجد لك قوة لتعبد ربك لو لم يُقوِّك ربُّك على عبادته؛ فهو الذي يستبقي لك قُوتَك بالطعام والشراب، ولن تطعم أو تشرب؛ لو لم تحرُثْ وتبذر وتصنع، وكل ذلك يتيح لك قوة لِتُصلي وتُزكِّي وتحُج؛ وكل ما لا يتم الواجب إلا به فهو واجب.
وسبق أنْ قُلت: إن الحق سبحانه حينما نادانا لصلاة الجمعة قال:
{يا أيها الذين آمنوا إذا نودي للصلاة من يوم الجمعة فاسعوا إلى ذكر الله وذروا البيع ذلكم خير لكم إن كنتم تعلمون} [الجمعة: 9].
وهكذا يُخرِجنا الحق سبحانه من أعمالنا إلى الصلاة الموقوتة؛ ثم يأتي قول الحق سبحانه:
{فإذا قضيت الصلاة فانتشروا في الأرض وابتغوا من فضل الله واذكروا الله كثيرا لعلكم تفلحون} [الجمعة: 10].
وهكذا أخرجنا سبحانه من العمل، وهو أمر كبير إلى ما هو أكبر؛ وهو أداء الصلاة.